# Деркач колумбійський
Дерка́ч колумбійський (Laterallus fasciatus) — вид журавлеподібних птахів родини пастушкових (Rallidae). Мешкає на заході Амазонії. Раніше цей вид відносили до роду Anurolimnas або Porzana, однак за результатами молекулярно-фіологенетичного дослідження вид був переведений до роду Неотропічний погонич (Laterallus).

## Опис
Довжина птаха становить 18-20 см. Голова, шия і груди коричневі, верхня частина тіла. крила і хвіст оливково-коричневі, боки і гузка коричневі, поцятковані чорними смугами. Хвіст короткий. Райдужки тьмяно-червоні, дзьоб чорнуватий, лапи червоні. Виду не притаманний статевий диморфізм.

## Поширення і екологія
Колумбійські деркачі мешкають на півдні Колумбії, на сході Еквадору і Перу та на заході Бразильської Амазонії (між річками Амазонка і Пурус). Вони живуть на болотах та у вологих тропічних лісах, особливо на річкових островах, порослих Cecropia. Зустрічаються на висоті до 500 м над рівнем моря.